# Kinana ibn ar-Rabi'
Kinana ibn ar-Rabi, arabisch كنانة بن الربيع, DMG Kināna b. ar-Rabīʿ († 628), war ein Gegner Mohammeds und ein Anführer eines Unterstammes des in Yathrib, dem vorislamischen Medina ansässigen Stammes der Banu Nadir. Kinanas Vater al-Rabi' ibn Abi 'l-Huqayq, ein Dichter, war ebenfalls erklärter Gegner Mohammeds.
Der Überlieferung nach hatte seine Ehefrau Safiyya bint Huyayy einen Traum, in dem sie sah, dass ein leuchtender Mond über Medina stand. Das Gestirn wanderte langsam nach Chaibar, wo es in ihren Schoß fiel. Als Safiyya erwachte, erzählte sie ihrem Mann von ihrem Traum. Kinana ibn ar-Rabi schlug sie ins Gesicht, sodass sie beinahe ein Auge verlor, und sagte: „Das kann nur heißen, dass du an Muhammad, dem König der arabischen Halbinsel, interessiert bist!“. Es war ihm bekannt, dass sie mit Muhammad sympathisierte.
Im Zuge der Eroberung Chaibars, wohin sein Stammes nach der Vertreibung aus Medina 625 n. Chr. geflohen war, verpflichtete sich sein Stamm gegen Gewährung von Schutz, den Aufenthaltsort all seiner Besitztümer preiszugeben. Da Kinana den Schatz seiner Familie, der Abu 'l-Huqayq, verwahrte, ließ Mohammed ihn foltern, bis er den Standort des Schatzes preisgab, und ließ ihn später töten, nachdem auch seine Brüder – al-Rabi' ibn al-Rabi' und Sallam ibn al-Rabi', die beiderseits erklärte Gegner Mohammeds waren – hingerichtet worden waren. Kurz darauf heiratete Mohammed Kinanas Witwe.
Die Folter und darauf folgende Exekution ibn al-Rabi's wurde auch in der islamischen Rechtswissenschaft aufgegriffen: Der berühmte Jurist asch-Schaibani ist in seinem grundlegenden Werk über das islamische Völkerrecht auf dieses Ereignis Bezug nehmend zum Schluss gekommen, dass ein Feind getötet werden darf, wenn ihm muslimischerseits unter bestimmten Bedingungen Schutz gewährt wird, dieser allerdings sich des Verrats schuldig macht oder den vertraglich auszuhändigenden Gegenstand verbirgt.